# 一松定吉
一松定吉（日語：一松 定𠮷/ひとつまつ さだよし，1875年3月18日—1973年6月8日），日本的政治家、律师、检察官，曾担任吉田茂时期的遞信大臣、不管部大臣，曾担任片山哲时期的厚生大臣，曾担任芦田均时期的建設大臣。